# Dolina Racławki
Dolina Racławki – dolina na Wyżynie Krakowsko-Częstochowskiej rozciągająca się pomiędzy miejscowościami Racławice i Dubie. Jest kontynuacją Doliny Czubrówki. Dnem Doliny Racławki spływa potok Racławka. Dolina ma długość 9 km i kręty przebieg, ogólnie opada w kierunku z północy na południe. W Dubiu, na wysokości około 275 m n.p.m. jej wylot łączy się z wylotem Doliny Szklarki.
W zboczach Doliny Racławki występuje kilka wzniesień: Komarówka, Widoma, Zamczysko. Wcina się w nie kilka wąwozów, większe z nich to: Stradlina, Łątczany Dół, Żarnówczany Dół, Wąwóz Żarski i Zbrza. Dolina ma skomplikowaną budowę geologiczną. Wyżłobiona jest w wapieniach z okresu dewonu, karbonu i górnej jury, ale występują w niej także pokłady piaskowców. W górnej, bezleśnej części doliny, poza granicami rezerwatu, wśród pól uprawnych wsi Racławice znajdują się wapienne skalne ostańce będące obiektem wspinaczki skalnej – Rogożowa Skała, Powroźnikowa, Skała Skotnicowa i Racuch, oraz mniejsze skały i skaliste wzniesienia: Księża Skała, Juciowa Skała, Kucowa Skała, Hubikowa Skała, Skała Markowa, Srokowa Skała. Dolną część Doliny Racławki porasta las bukowy, grąd i łęg olszowy. Na tej części doliny utworzono rezerwat przyrody „Dolina Racławki”. W jego obrębie też znajdują się wapienne skały. Na dnie doliny jest Skałka przy Mostku, Opalona i Skałka z Nyżą, a duża grupa skał znajduje się w lewych zboczach Wąwozu Żarskiego. Tuż przy połączeniu się Doliny Racławki z Doliną Szklarki znajduje się grupa udostępnionych do wspinaczki skalnej Skał nad Boiskiem: Jupiter, Murawa, Piłka, Trybuna, Bramka i Słupek.
Wapienne, porowate podłoże powoduje, że woda płynie tylko głównym dnem doliny, boczne wąwozy są zazwyczaj suche, woda pojawia się w nich tylko podczas wiosennych roztopów i po większych opadach atmosferycznych. Przy wylocie wąwozu Stradlina wypływa duże Źródło Bażana. Na dnie dolnej części doliny można obserwować występowanie martwicy wapiennej. Wapienne podłoże jest też przyczyną występowania w dolinie wielu jaskiń i schronisk. M.in. są to: Jaskinia Racławicka, Jaskinia Beczkowa, Jaskinia Żarska, Jaskinia Żarska Górna, Jaskinia bez Nazwy, Schronisko Żarskie Pierwsze, Schronisko Żarskie Drugie, Schronisko Żarskie Trzecie, Schronisko Żarskie Czwarte i Schronisko Żarskie Małe.
Dolina Racławki ma znaczenie gospodarcze, historyczne, turystyczne, przyrodnicze i rekreacyjne. W dolnej jej części, poniżej rezerwatu przyrody, znajduje się Kopalnia Odkrywkowa Dolomitu Dubie. Eksploatuje się w niej najstarsze w krakowskim regionie dolomity pochodzące z górnego dewonu. Dawniej eksploatowano też marmury, pozostałością tych dawnych eksploatacji są nieczynne kamieniołomy (m.in. Łom Hrabski, Kamieniołom Karmelicka Góra i dwa kamieniołomy Dębnik). Istniejący w dolinie rezerwat przyrody jest największym rezerwatem w województwie małopolskim. Na wzgórzu Zamczysko odkryto resztki średniowiecznej budowli obronnej w Dubiu. Niektóre skały są obiektem wspinaczki skalnej, jaskinie odwiedzają grotołazi, a szlaki turystyczne i ścieżki dydaktycznej służą turystom pieszym i rowerowym.

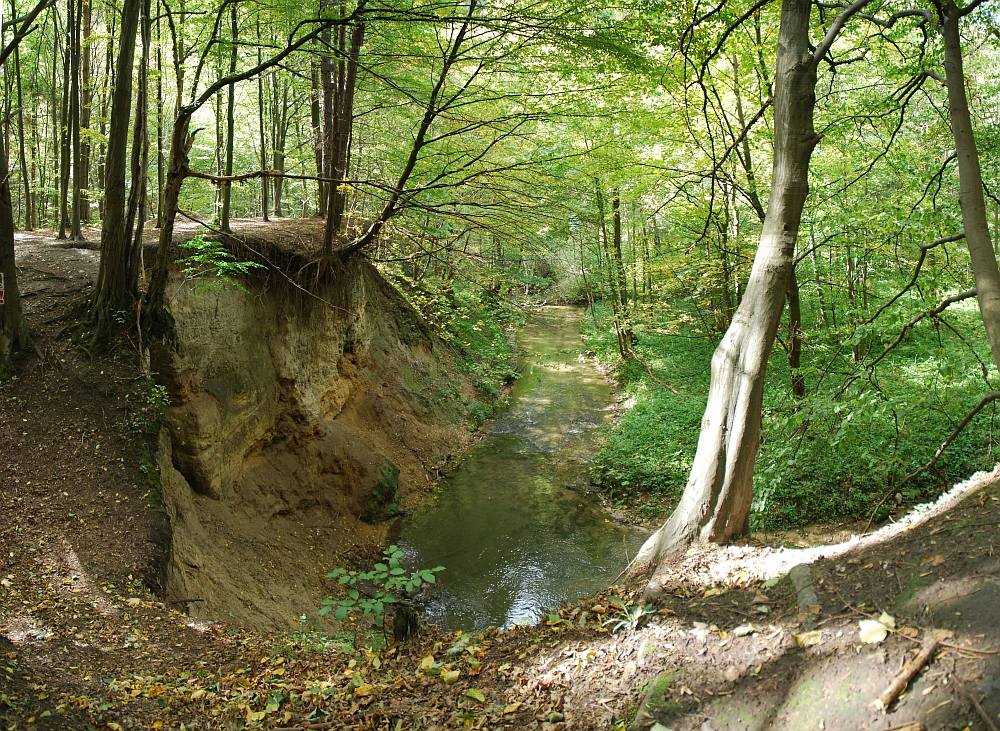
Racławka
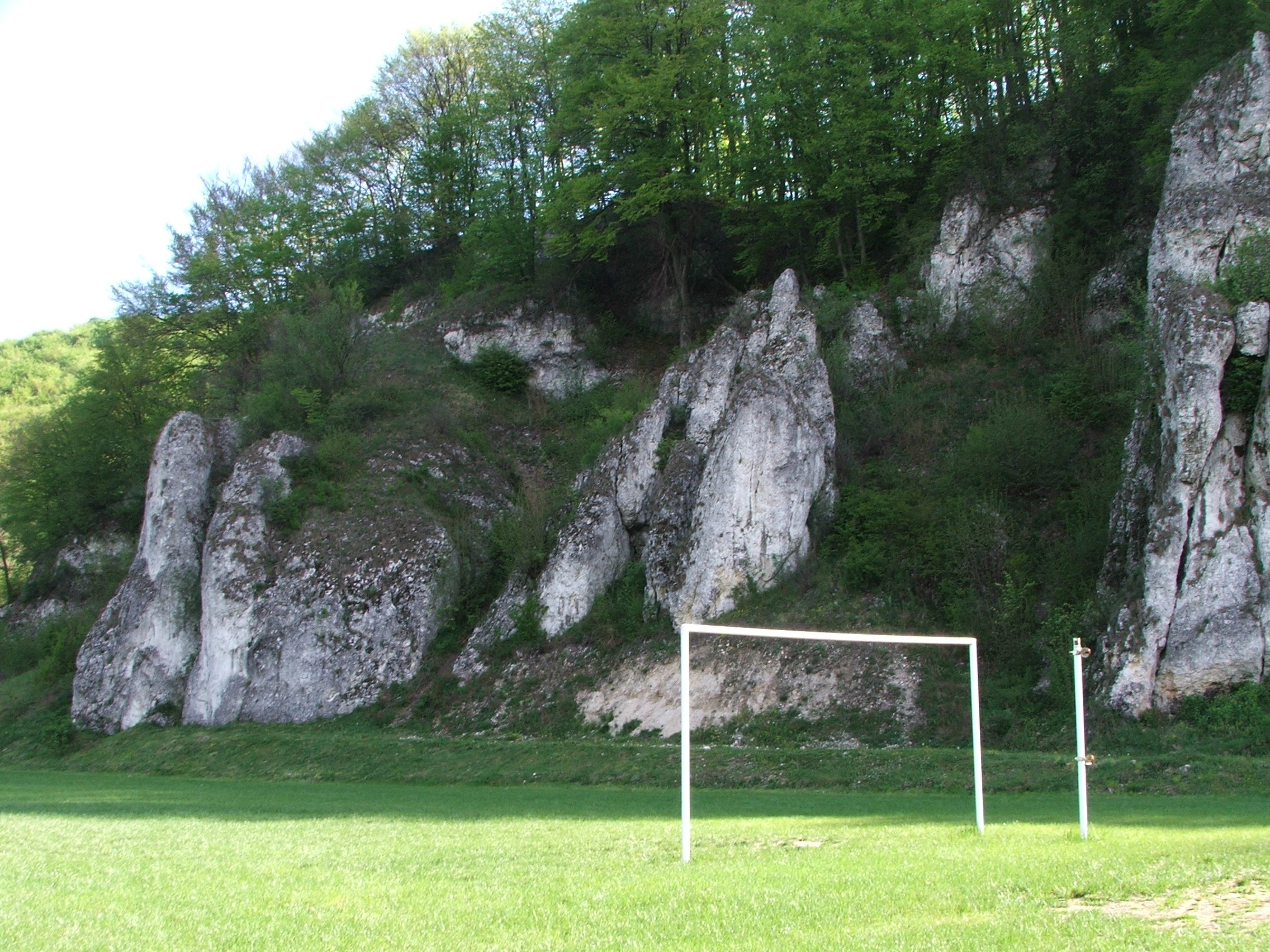
Skały nad Boiskiem
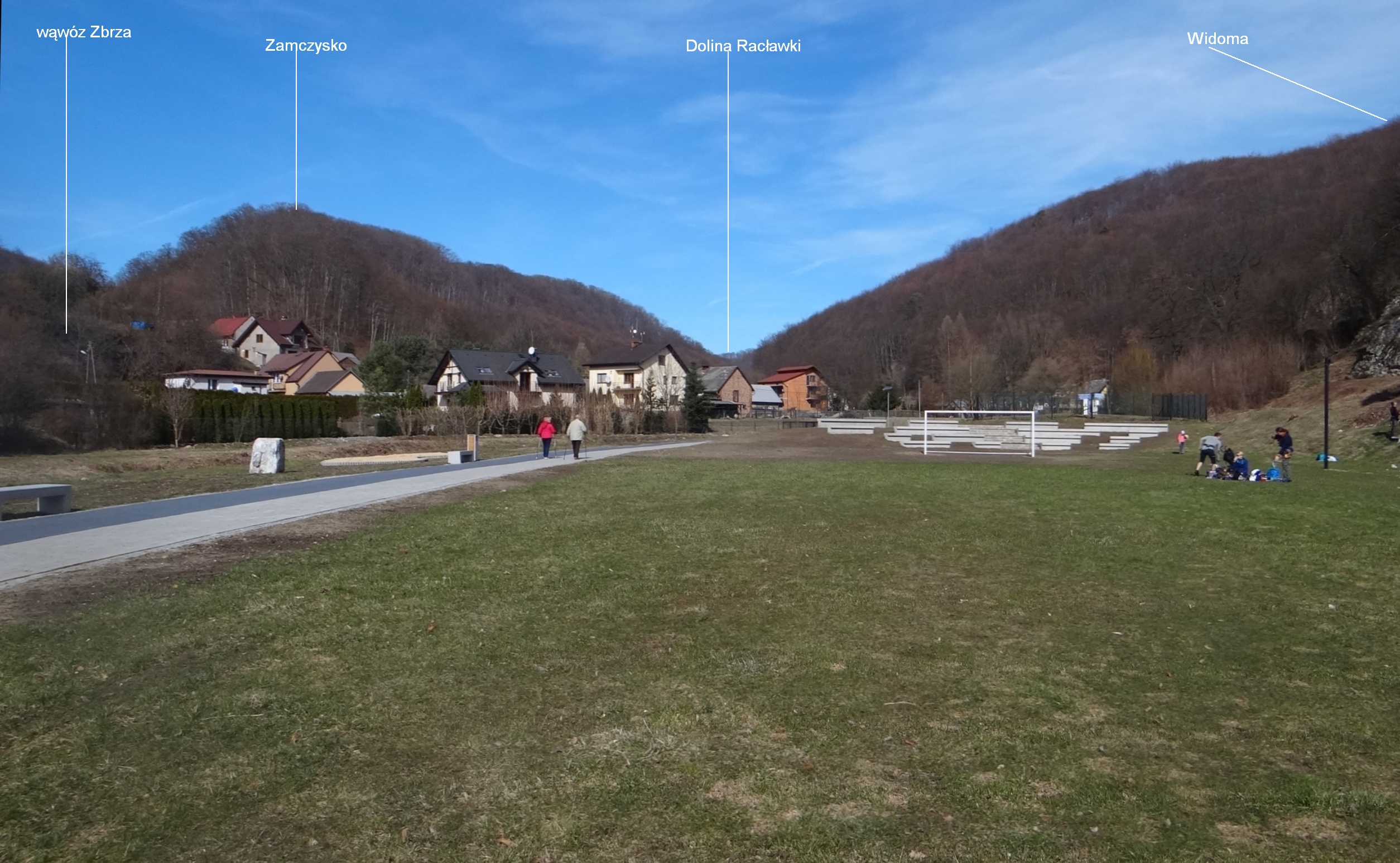
Wylot doliny
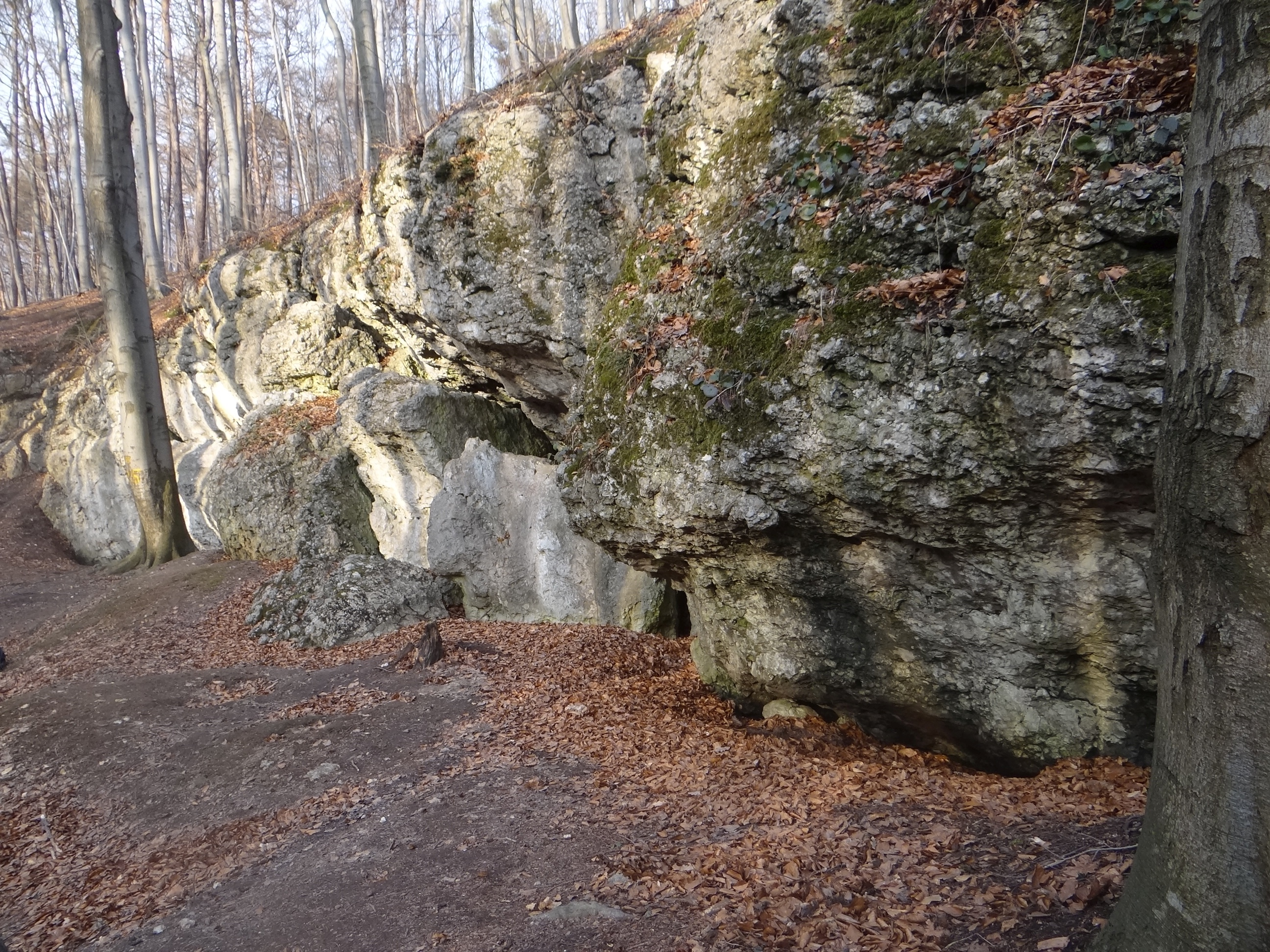
Skały w Wąwozie Żarskim
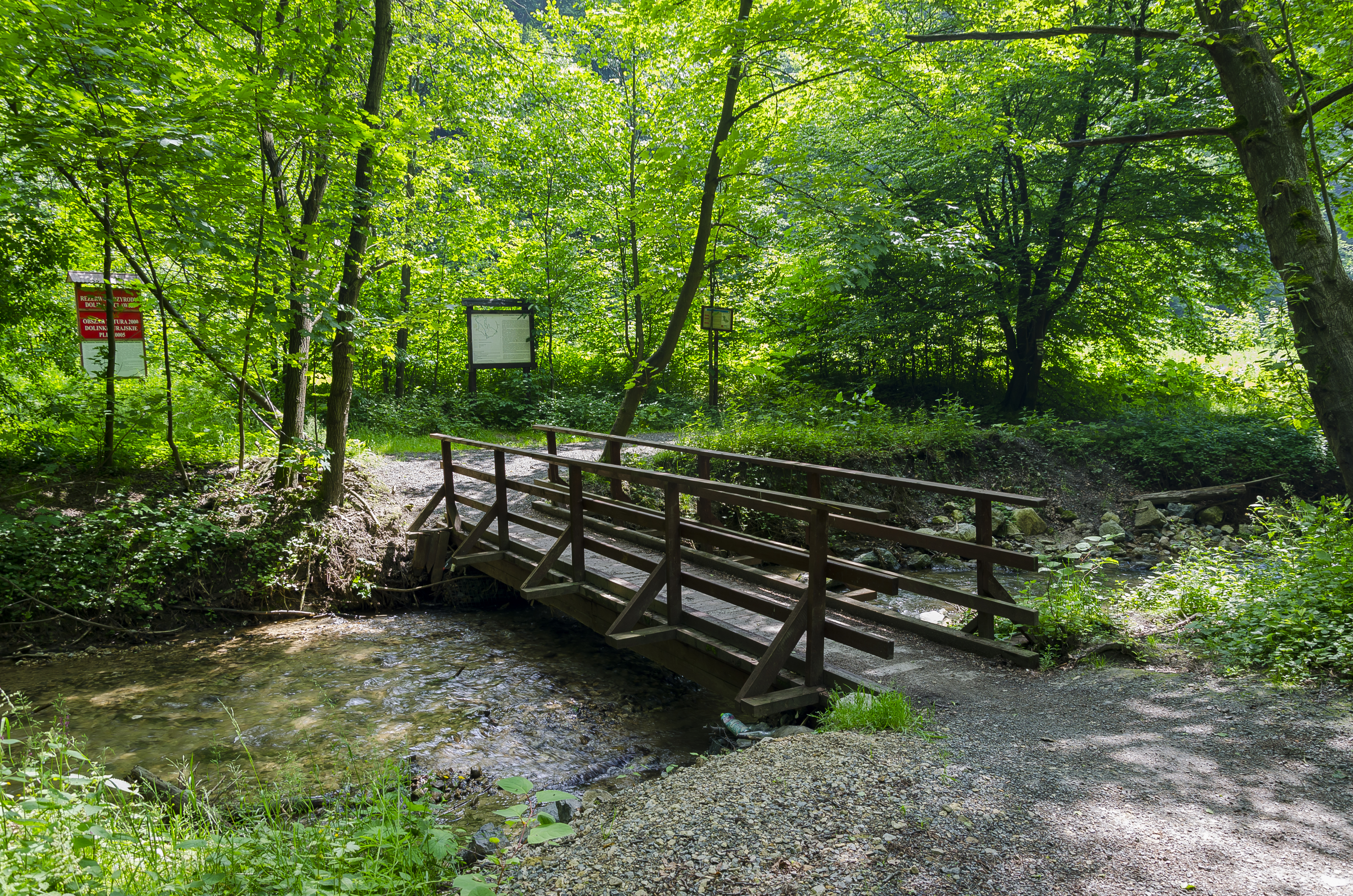
Szlak turystyczny

## Szlaki turystyczne
Punktem startowym do zwiedzania Doliny Racławki od strony Dubia jest parking i plac zabaw przy Skałach nad Boiskiem, oraz położony wyżej leśny parking z miejscem biwakowym. Prowadzą stąd trzy ścieżki dydaktyczne: jedna ogólnoprzyrodnicza i dwie geologiczne, oraz dalekobieżne szlaki turystyki pieszej i rowerowej.
 Szlak Dolinek Jurajskich
 Jurajski Rowerowy Szlak Orlich Gniazd
 niebieska, ogólnoprzyrodnicza ścieżka dydaktyczna. Od parkingu w Dubiu dnem Doliny Racławki, obok Opalonej, Skałki z Nyżą, Źródła Bażana, przez wąwóz Stradlina i Komarówkę do dna doliny. 13 przystanków edukacyjnych
 czerwona, geologiczna ścieżka dydaktyczna. Od parkingu w Dubiu obok kamieniołomu w Dubiu, dnem wąwozu Zbrza, obok Łomu Karmelickiego, Kamieniołomu Dębnik i Łomu Hrabskiego do dna doliny. 5 przystanków.
 żółta, geologiczna ścieżka dydaktyczna w postaci zamkniętej pętli. Od parkingu w Dubiu Wąwozem Żarskim do Doliny Szklarki i z powrotem (inną trasą). 8 przystanków.
Niektóre ścieżki edukacyjne przystosowane są dla osób niepełnosprawnych.